# Ghosts (Band)
Ghosts, bis November 2006 Polanski, vor 2001 Prodigal Sun, ist eine britische Indie-Pop-Band aus London. 2007 gelang ihnen mit dem Album The World Is Outside in Großbritannien der Durchbruch. Das Album erreichte in den britischen Charts Platz 18, die Single-Auskopplung Stay the Night kam in dem Vereinigten Königreich Top 40 bis auf Position 25.

## Geschichte
Die Band wurde 1996 von Schulkameraden unter dem Namen Prodigal Sun in Cranleigh gegründet. Die Mitglieder wechselten zunächst, so stießen unter anderem der Bassmann Robbie Smith und der Keyboarder Mark Treasure erst später zur Band hinzu. Seit 2001 nannten sie sich Polanski. Ihren ersten kommerziell bedeutenden Erfolg feierte sie erst unter dem Namen Ghosts, den sie seit Oktober 2006 tragen, mit der Single Music Chair aus der nur im Vereinigten Königreich veröffentlichten EP Tales from Studio Six. Die Single wurde zur iTunes-Single of the Week, und auch der Guardian kürte es zur Single der Woche. Ghosts stiegen in die TOP 10 der BBC-Umfrage Sound of 2007 ein. Mit der Single Stay the Night aus dem Album The World Is Outside gelang ihnen endgültig der Durchbruch. Die Single schaffte es im März 2007 auf Platz 25, das Album am 11. März 2007 auf Platz 18 der Hitlisten.

## Stil
Der Stil von Ghosts ist am ehesten vergleichbar mit dem von anderen Bands wie Keane, Thirteen Senses, The Bluetones oder Radiohead. 2003, als Keane ihren Durchbruch feierten, galten sie direkt nach ihnen als größte Nachwuchshoffnung der britischen Musikszene.

## Diskografie

### Singles
Polanski
- 2002: Bite the Bullet / My Dear (7" vinyl, Limited-Edition, 500 Kopien)
- 2004: Hate This Music (ltd 7" vinyl)

Ghosts
- 2007: Musical Chairs / Departure Lounge
- 2007: Stay the Night
- 2007: The World Is Outside
- 2007: Ghosts

### EPs
Polanski
- 2001: All Possiblity EP (12" vinyl, Limited-Edition, 500 Kopien)

### Alben
Ghosts
- 2007: The World Is Outside